# Латовые
Латовые (лат. Latidae) — семейство лучепёрых рыб из отряда окунеобразных (Perciformes), в состав семейства включают 3 современных рода и 13 видов. Встречаются в пресных водах Африки и Азии, в солоноватых и морских водах Индийского и западной части Тихого океанов.

## Описание
Два спинных плавника разделены не полностью, а если разделены, то между ними расположены одна или две изолированные колючки. Хвостовой плавник закруглённый, позвонков 25. Максимальная длина тела 2 м .

## Взаимодействие с человеком
Многие представители семейства имеют промысловое значение. Некоторые виды были интродуцированы за пределы естественного ареала. Вселение в 1950-х годах нильского окуня в озеро Виктория привело к исчезновению 200 видов местных эндемиков из семейства цихловых.

## Классификация

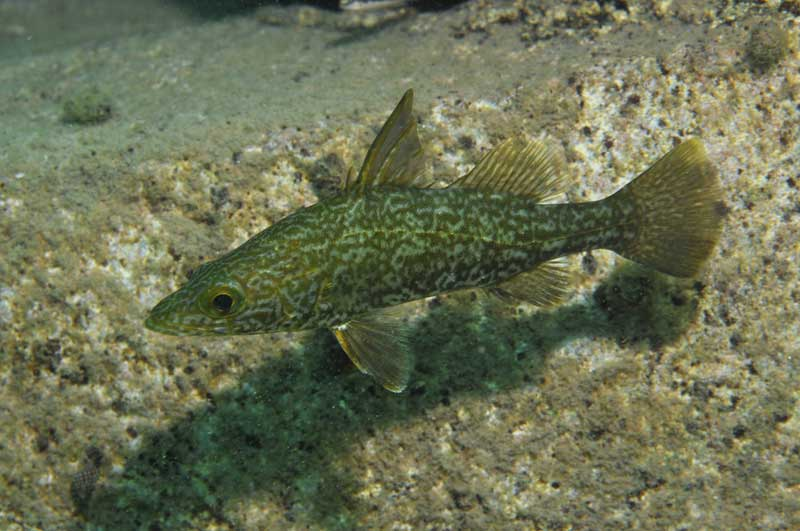
Lates angustifrons

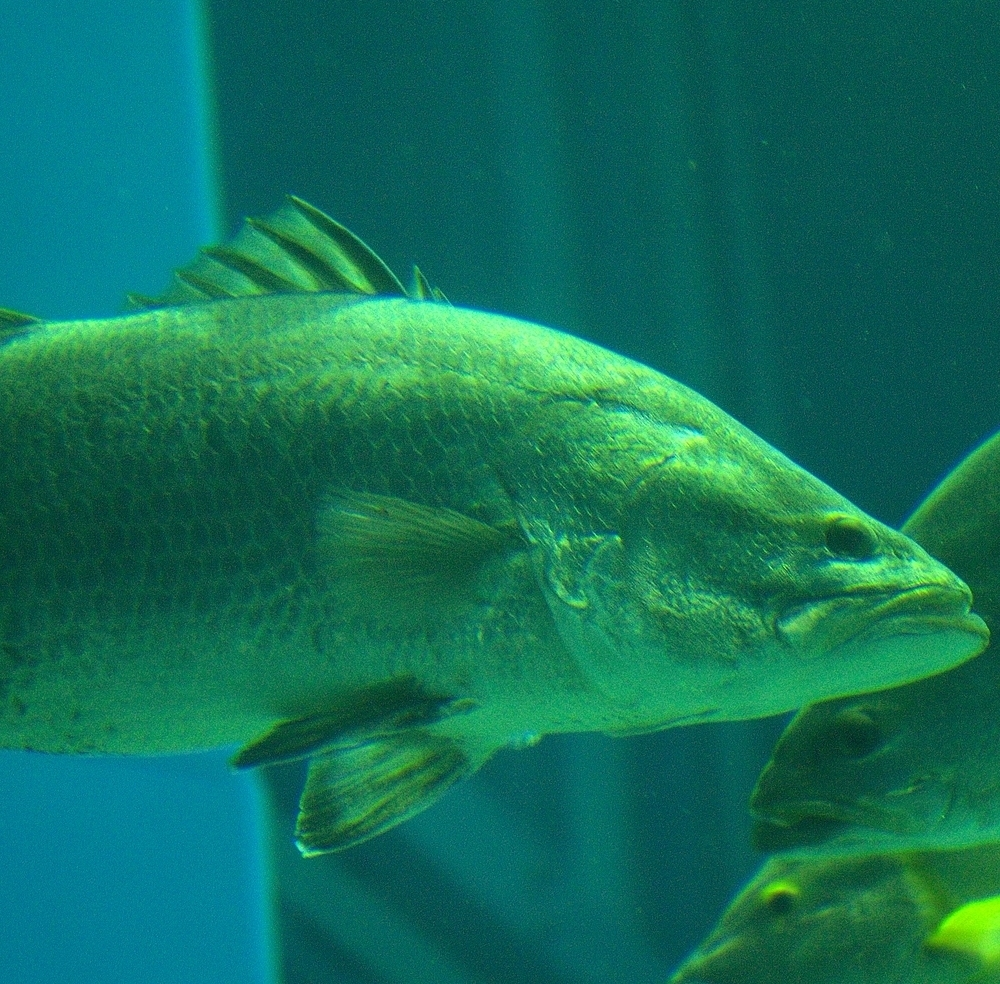
Lates japonicus

Ранее рассматривалось как подсемейство Latinae в семействе Centropomidae, на основании кладистического анализа с использованием 29 признаков статус повышен до семейства.
В состав семейства включают 3 современных и один ископаемый род:
- Род Hypopterus, монотипический
  - Hypopterus macropterus Günther, 1859 — эндемик прибрежных вод западной Австралии.
- Род Латес (Lates) — 11 видов (7 видов обитают в пресной воде, из них 4 вида являются эндемиками озера Танганьика; остальные виды обитают в солоноватых водах тропической Африки, а один вид — в прибрежных и морских водах Индо-Тихоокеанской области).
  - Lates angustifrons Boulenger, 1906
  - Латес (Lates calcarifer (Bloch), 1790)
  - Lates japonicus (Katayama, Y. Taki), 1984
  - Lates lakdiva Pethiyagoda & A. C. Gill, 2012
  - Lates longispinis Worthington, 1932
  - Lates macrophthalmus Worthington, 1929
  - Lates mariae Steindachner, 1909
  - Lates microlepis Boulenger, 1898
  - Нильский окунь (Lates niloticus (Linnaeus), 1758)
  - Lates stappersii (Boulenger, 1914)
  - Lates uwisara Pethiyagoda, Gill, 2012
- Род Psammoperca, монотипический
  - Psammoperca waigiensis (Cuvier, 1828), прибрежные воды Индо-Тихоокеанской области.
- † Род Eolates — эоцен и олигоцен.